# 小野憲一
小野 憲一（おの けんいち、1956年10月7日 - ）は、日本の裁判官。大阪家庭裁判所長、大阪地方裁判所長を経て、福岡高等裁判所長官。退官後、関西大学大学院法務研究科教授。

## 人物・経歴
奈良県出身。1981年東京大学法学部卒業。1984年裁判官任官。大阪高等裁判所事務局長、大阪地方裁判所部総括判事等を経て、2016年大阪家庭裁判所長。2017年大阪地方裁判所長。2020年福岡高等裁判所長官。2021年退官。2022年関西大学大学院法務研究科教授（民事実務）。